# Bob Clark
Benjamin Robert Clark (5 d'agost de 1939 - 4 d'abril de 2007) va ser un director de cinema, guionista, productor i actor estatunidenc. És conegut sobretot pel seu treball a la indústria cinematogràfica canadenca durant les dècades de 1970 i 1980, on va ser responsable d'algunes de les pel·lícules de més èxit de la història del cinema canadenc com Black Christmas (1974), Assassinat per decret (1979), Tribute (1980), Porky's (1981), i A Christmas Story (1983). Va guanyar tres Genie Awards (dos Millor direcció i un Millor guió) amb dues nominacions addicionals. Ell i el seu fill van ser assassinats per un conductor borratxo l'abril de 2007.

## Primera vida i educació
Clark va néixer a Nova Orleans el 1939, però va créixer a Birmingham (Alabama), i més tard es va traslladar a Fort Lauderdale, Florida. Va créixer pobre, ja que el seu pare va morir durant la seva infància i la seva mare era una cambrera. Després d'estudiar a Catawba College especialitzant-se en filosofia, Clark va guanyar una beca de futbol a Hillsdale College a Michigan, on va jugar de quarterback. Finalment va estudiar teatre a la Universitat de Miami, rebutjant ofertes per jugar a futbol professional. Va jugar breument com a semi-professional per als Fort Lauderdale Black Knights.

## Carrera
La carrera de Clark va començar amb She-Man: A story of Fixation, presentada en una doble sessió de gender-bender. Després va passar al gènere terror a principis dels anys setanta. La seva primera pel·lícula, Children Shouldn't Play with Dead Things (1972), va ser una barreja de comèdia i terror gràfic.
Clark i el seu col·laborador d'aquesta pel·lícula, guionista i maquillador Alan Ormsby, tornarien a visitar el subgènere zombi a Deathdream de 1972, també conegut pel seu títol alternatiu, Dead of Night, una al·legoria de la Guerra del Vietnam que es basa en el clàssic conte "The Monkey's Paw". La pel·lícula slasher Black Christmas (1974) va ser una de les seves pel·lícules amb més èxit en aquest període, i avui es recorda com un precursor influent del gènere slasher. Clark s'havia traslladat al Canadà, aleshores un paradís fiscal per als estatunidencs, i aquestes produccions eren petites segons els estàndards de Hollywood, però van fer de Clark un gran peix en el petit estany de la indústria cinematogràfica canadenca d'aquella època.
Clark va ser productor executiu de la pel·lícula Traficants de licor, que es va utilitzar com a material font per a la sèrie de televisió The Dukes of Hazzard. Clark va produir més tard la pel·lícula de televisió de l'any 2000 The Dukes of Hazzard: Hazzard in Hollywood. Clark i altres van demandar a Warner Bros. per la pel·lícula de l'estudi de 2005  The Dukes of Hazzard, guanyant un acord de 17,5 milions de dòlars just abans de l'estrena de la pel·lícula.
Tornant a un tema més seriós, Clark va obtenir un èxit de crítica amb la pel·lícula de Sherlock Holmes Assassinat per decret , protagonitzada per Christopher Plummer i Geneviève Bujold, que va guanyar cinc Genie Awards inclòs Millor Assoliment a la Direcció i Millor Interpretació per als dos protagonistes. Va seguir amb una pel·lícula de l'obra de teatre de Bernard Slade  Tribute, protagonitzada per Jack Lemmon, repetint el seu paper a Broadway, per la qual Lemmon va ser nominat per a un Premi Oscar i 11 Genies inclosa una victòria per a l'actuació de Lemmon.
Clark va tornar a les seves arrels de pel·lícula B, però, coescrivint, produint i dirigint Porky's, un projecte personal de fa molt de temps. Clark tenia un esquema detallat basat en la seva pròpia joventut a Florida, que va dictar en una gravadora de cassets a causa d'una malaltia, i el col·laborador Roger Swaybill va dir d'escoltar les cintes: "Em vaig convencer que estava compartint el naixement d'un moment important de la història del cinema. Va ser la història cinematogràfica més divertida que havia escoltat mai." La pel·lícula va ser la tercera estrena més exitosa del 1982 i al final de la llarga estrena inicial de la pel·lícula, el 1983, Porky s'havia assegurat un lloc, encara que de curta durada, com una de les 25 pel·lícules més taquilleres de tots els temps als EUA. La pel·lícula va ser (també breument) la comèdia amb més èxit de la història del cinema. L'èxit aclaparador de "Porky's" s'acredita com el llançament del gènere de la comèdia sexual per adolescents tan prevalent durant la dècada de 1980, i que va continuar fins al mil·lenni en pel·lícules com la sèrie  American Pie. Clark va escriure, produir i dirigir la primera seqüela de la pel·lícula, Porky's II: The Next Day (1983), que no presentava el personatge principal, i va introduir dos nous antagonistes amb potser més rellevància, un fanfarró predicador fonamentalista i un polític local de mala estampa que cínicament atén la seva influència, mentre sedueix una adolescent. Clark es va negar a involucrar-se en una tercera pel·lícula, Porky's Revenge!, que va portar a Porky i les gestes sexuals del repartiment al capdavant i al centre com a la primera entrega, a més de portar tot el cercle i porta l'escapada de tota la colla de l'institut al final.
En canvi, va col·laborar amb Jean Shepherd a A Christmas Story , que el crític Leonard Maltin va descriure com "una d'aquelles pel·lícules rares que es pot dir que és perfecta en tots els sentits". Tot i que no va ser un èxit de taquilla en el seu llançament teatral, A Christmas Story es convertiria en un favorit perenne de les vacances mitjançant repetides emissions de televisió i vídeo casolà. Un esforç conjunt en una seqüela el 1994, My Summer Story, no va sortir tan bé; Maltin va dir que l'estudi va esperar massa, i Clark es va veure obligat a refondre gairebé tota la pel·lícula. Altres tres versions cinematogràfiques de la família Parker havien estat produïdes per televisió per PBS amb implicació de Shepherd durant la fi dels anys vuitanta, també amb un repartiment diferent, però sense la participació de Clark.
Clark va continuar mantenint-se actiu a la indústria cinematogràfica fins a la seva mort, amb tarifes de baix pressupost barrejades amb breus tirades a objectius més alts. Un crític de The Hollywood Reporter, parlant després de la seva mort, va descriure la seva carrera com "una barreja de pel·lícules molt inusual", perquè "de vegades era un director de lloguer i feia pel·lícules que, com a mínim, no són estel·lars ". Algunes de les seves darreres sortides incloïen  Baby Geniuses  i Els superbebès.
Clark va ser nominat dues vegades als Razzie Awards com a "Pitjor director", per  Rhinestone i  Els superbebès. Al final de la seva vida, estava treballant amb Howard Stern en un remake de Porky's, i, amb Black Christmas refet, dues de les seves primeres pel·lícules de terror estaven programades per a remakes cars: Children Shouldn't Play With Dead Things i Deathdream.
Clark era divorciat, i tenia dos fills, Michael i Ariel.

## Mort
Clark i el seu fill petit, Ariel Hanrath-Clark, de 22 anys, van morir en un accident frontal de cotxe a la Pacific Coast Highway a Pacific Palisades, Los Angeles el matí del 4 d'abril de 2007. L'accident es va produir quan un SUV va creuar la mitjana i va colpejar l'Infiniti I30 de Clark, provocant el tancament de l'autopista durant vuit hores. La policia va determinar que el conductor del SUV, Héctor Manuel Valázquez-Nava, tenia un taxa d'alcoholèmia de tres vegades el límit legal i conduïa sense llicència. Valázquez-Nava fou descrit per les autoritats federals com a immigrant il·legal. Inicialment el conductor es va declarar no culpable de dos càrrecs d'homicidi involuntari vehicular, però va canviar la seva petició a nolo contendere a l'agost, i va ser condemnat a sis anys de presó en els termes d'un acord de culpabilitat el 12 d'octubre de 2007.

## Filmografia

### Pel·lícules
| Any  | Títol                                    | Director | Guionista | Productor | Notes                                                       |
| ---- | ---------------------------------------- | -------- | --------- | --------- | ----------------------------------------------------------- |
| 1966 | The Emperor's New Clothes                | Sí       | Sí        | No        | Curtmetratge                                                |
| 1967 | She-Man                                  | Sí       | Sí        | No        | Coescrita amb Jeff Gillen                                   |
| 1972 | Children Shouldn't Play with Dead Things | Sí       | Sí        | Sí        | Coescrita amb Alan Ormsby                                   |
| 1974 | Deranged                                 | No       | No        | Parcial   | (sense acreditar)                                           |
| 1974 | Dead of Night                            | Sí       | No        | Sí        |                                                             |
| 1974 | Black Christmas                          | Sí       | No        | Sí        |                                                             |
| 1975 | Moonrunners                              | No       | No        | Parcial   |                                                             |
| 1976 | Breaking Point                           | Sí       | No        | Sí        |                                                             |
| 1979 | Assassinat per decret                    | Sí       | No        | Sí        |                                                             |
| 1980 | Tribute                                  | Sí       | No        | No        |                                                             |
| 1981 | Porky's                                  | Sí       | Sí        | Sí        |                                                             |
| 1983 | Porky's II: The Next Day                 | Sí       | Sí        | Sí        | Coescrita amb Roger Swaybill i Alan Ormsby                  |
| 1983 | A Christmas Story                        | Sí       | Sí        | Sí        | Coescrita amb Jean Shepherd i Leigh Brown                   |
| 1984 | Rhinestone                               | Sí       | No        | No        |                                                             |
| 1985 | Turk 182!                                | Sí       | No        | No        |                                                             |
| 1987 | From the Hip                             | Sí       | Sí        | Sí        | Coescrita amb David E. Kelley                               |
| 1990 | Dos polis guillats                       | Sí       | Sí        | No        | Coescrita amb Richard Christian Matheson i Richard Matheson |
| 1991 | Popcorn                                  | No       | No        | Parcial   | (sense acreditar)                                           |
| 1994 | My Summer Story                          | Sí       | Sí        | No        | Coescrita amb Jean Shepherd i Leigh Brown                   |
| 1999 | Baby Geniuses                            | Sí       | Sí        | No        | Coescrita amb Greg Michael                                  |
| 1999 | I'll Remember April                      | Sí       | No        | No        |                                                             |
| 2002 | Now & Forever                            | Sí       | No        | No        |                                                             |
| 2004 | Els superbebès                           | Sí       | No        | No        |                                                             |
| 2006 | Black Christmas                          | No       | No        | Parcial   |                                                             |

### Televisió
| Any(s)     | Títol                                         | Director | Guionistes | Notes                                            |
| ---------- | --------------------------------------------- | -------- | ---------- | ------------------------------------------------ |
| 1979, 2000 | The Dukes of Hazzard                          | No       | Sí         | Episodis: ''Repo Men'', ''Hazzard in Hollywood'' |
| 1985       | Amazing Stories                               | Sí       | No         | Episodi: ''Remote Control Man''                  |
| 1993       | The American Clock                            | Sí       | No         | Telefilm                                         |
| 1995       | Fudge                                         | Sí       | Sí         | Episodi: ''Fudge-a-mania''                       |
| 1995       | Derby                                         | Sí       | No         | Telefilms                                        |
| 1996       | Stolen Memories: Secrets from the Rose Garden | Sí       | No         | Telefilms                                        |
| 1998       | The Ransom of Red Chief                       | Sí       | No         | Telefilms                                        |
| 2000       | Catch a Falling Star                          | Sí       | No         | Telefilms                                        |
| 2003       | Maniac Magee                                  | Sí       | No         | Telefilms                                        |
| 2004       | The Karate Dog                                | Sí       | No         | Telefilms                                        |